# 瀬戸川太一
瀬戸川 太一（せとがわ たいち、6月25日生）は、日本の声優・ナレーター。趣味はキックボクシング。旧名：瀬戸 武士（せと たけし）。以前はムーブマンに所属していた。

## 主な出演作品

### テレビアニメ
2008年
- 獣神演武 HERO TALES（馬頭門）
- モノクローム・ファクター（ボクシング部員）

2011年
- TIGER & BUNNY（強盗犯A）

2013年
- 義風堂々!! 兼続と慶次（番人）
- 超ゼンマイロボ パトラッシュ（ジェハン、キタネイキング）

### 劇場アニメ
2012年
- 劇場版 TIGER & BUNNY -The Beginning-（強盗犯A）

### ゲーム
2012年
- マックス アナーキー（エドガー・オインキー）

2014年
- 龍が如く 維新!（山南敬助）

2016年
- 龍が如く 極（新藤浩二[1]）

### 吹き替え

#### 実写
- グッド・ワイフ
- クリミナル・マインド FBI行動分析課
- ザ・パシフィック
- しあわせの処方箋（ベン）
- シークレット・アイドル ハンナ・モンタナ
- 新ビバリーヒルズ青春白書
- スパルタカス（テレビドラマ）
- チャーリー・シーンのハーパー★ボーイズ
- パーシー・ジャクソンとオリンポスの神々
- フラッシュフォワード
- ヴェロニカ・マーズ
- ヤング・スーパーマン
- ユニバーサル・ソルジャー:リジェネレーション（アンドレイ・"ザ・ピットブル"・アルロフスキー）
- LOST

#### アニメ
- スター・ウォーズ/クローン・ウォーズ (テレビアニメ)（ゴロン）
- ヒックとドラゴン

### 舞台
- 平家物語の夕べ
- 倶利伽羅落